# 2006年欧洲超级杯
2006年欧洲超级杯是由欧洲足联举办的第31届欧洲超级杯足球赛，在2006年8月25日于摩纳哥路易二世体育场上演，由2005/06赛季欧洲冠军联赛冠军巴塞罗那和2005/06赛季欧洲联盟杯冠军塞维利亚进行对决。
塞维利亚以3 - 0击败巴萨，首次赢得该项赛事冠军。